# Ben Hynish
Ben Hynish är ett berg i Storbritannien.  Det ligger i kommunen Argyll and Bute och riksdelen Skottland, i den nordvästra delen av landet, 700 km nordväst om huvudstaden London. Toppen på Ben Hynish är 126 meter över havet. Ben Hynish ligger på ön Tiree.